# Diegoaelurus
Diegoaelurus is een geslacht van uitgestorven roofzoogdieren uit de onderfamilie Machaeroidinae van de Oxyaenidae dat tijdens het Eoceen in Noord-Amerika leefde.
Ook Apataelurus en Diegoaelurus uit de Machaeroidinae leefden tijdens het Uintan. Deze late oxyaeniden hadden het formaat van een lynx, waarbij Diegoaelurus de kleinste van de twee was,

## Fossiele vondsten
Het enige gevonden fossielen Diegoaelurus is een onderkaak uit de Santiago-formatie nabij San Diego  in de Amerikaanse staat Californië. De vondst dateert van circa 42 miljoen jaar geleden, vallend binnen de North American Land Mammal Age Uintan in het Midden-Eoceen. Diegoaelurus bewoonde een gebied met tropische boomsavannes.

## Kenmerken
Diegoaelurus was een carnivoor. Het dier had het formaat van een rode lynx en het was kleiner dan de verwante Apataelurus, die iets eerder tijdens het Uintan in Noord-Amerika leefde. Diegoaelurus had sabeltanden en scheurkiezen. De lichaamsbouw en leefwijze van kwam vermoedelijk meer overeen met die van de fossa dan met die van katachtigen. Diegoaelurus joeg vermoedelijk op de bosbodem en in de bomen op apen, kleine neushoorn, tapirs en oreodonten. 